# Anacortes
Anacortes è una città degli Stati Uniti d'America, situata nello Stato di Washington e in particolare nella Contea di Skagit.

## Amministrazione
Gemellaggi
- Nikaho, Giappone
- Lomonosov, Russia
- Sidney (Columbia Britannica), Canada
- Vela Luka, Croazia